# ダイコー沖縄
株式会社ダイコー沖縄（ダイコーおきなわ）は、沖縄県宜野湾市に本社を置く、アステムフォレストの一社であり、主として医療用医薬品の卸売を営む会社である。

## 概要
- 代表取締役社長：島末洋司
- 設立：昭和26年2月
- 資本金：9,500万円
- 従業員数：100人

## 沿革
- 1951年 2月 - 光南薬品株式会社創業
- 1974年 5月 - 第一製薬筆頭卸の「光南薬品株式会社」と武田薬品筆頭卸の「南陽薬品株式会社」とが対等合併しコーヨー薬品株式会社に商号変更。代表取締役社長に宮平善雄が就任。
- 1974年12月 - 代表取締役社長に福山朝計が就任。
- 1987年 6月 - 合資会社サミット商事の医家向部門を吸収合併。
- 1992年 4月 - 株式会社ダイコー沖縄に商号変更。
- 1994年 4月 - 代表取締役社長兼会長に吉村益次が就任。代表取締役専務に大城満一が就任。
- 1997年 5月 - 代表取締役会長に吉村恭彰が就任。代表取締役社長に大城満一が就任。
- 2004年10月 - 本社を沖縄県宜野湾市大山7丁目9番2号に移転。
- 2005年 4月 - 代表取締役社長に島末洋司が就任。

## 営業所
- 宮古営業所（沖縄県宮古島市）

## 関連企業
- アステム